# Mike Easton
Michael Raymond Easton ou Mike Easton, né le 25 janvier 1984 à Washington D.C., est un pratiquant professionnel américain d'arts martiaux mixtes (MMA). Il combat actuellement à l'Ultimate Fighting Championship dans la catégorie des poids coqs.

## Distinctions
- Ultimate Fighting Championship
  - Combat de la soirée (une fois)
- Ultimate Warrior Challenge
  - Champion des poids coqs de l'UWC

## Palmarès en arts martiaux mixtes
| 19 combats     | 13 victoires | 6 défaites |
| Par KO         | 4            | 1          |
| Par soumission | 2            | 0          |
| Sur décision   | 7            | 5          |

| Résultat | Record | Adversaire             | Méthode                                | Événement                               | Date              | Round | Temps | Lieu                                    | Notes                                     |
| -------- | ------ | ---------------------- | -------------------------------------- | --------------------------------------- | ----------------- | ----- | ----- | --------------------------------------- | ----------------------------------------- |
| Défaite  | 13-6   | - Jesse Stirn          | Décision partagée                      | SF - Shogun Fights 16                   | 8 avril 2017      | 3     | 5:00  | Baltimore, Maryland, États-Unis         |                                           |
| Défaite  | 13-5   | - Yves Jabouin         | Décision unanime                       | UFC 174: Johnson vs. Bagautinov         | 14 juin 2014      | 3     | 5:00  | Vancouver, Colombie-Britannique, Canada |                                           |
| Défaite  | 13-4   | T.J. Dillashaw         | Décision unanime                       | UFC Fight Night: Rockhold vs. Philippou | 15 janvier 2014   | 3     | 5:00  | Duluth, Géorgie, États-Unis             |                                           |
| Défaite  | 13-3   | Brad Pickett           | Décision partagée                      | UFC on Fuel TV: Mousasi vs. Latifi      | 6 avril 2013      | 3     | 5:00  | Stockholm, Suède                        | Combat de la soirée                       |
| Défaite  | 13-2   | Raphael Assunção       | Décision unanime                       | UFC on Fox: Henderson vs. Diaz          | 8 décembre 2012   | 3     | 5:00  | Seattle, Washington, États-Unis         |                                           |
| Victoire | 13-1   | Ivan Menjivar          | Décision unanime                       | UFC 148: Silva vs. Sonnen II            | 7 juillet 2012    | 3     | 5:00  | Las Vegas, Nevada, États-Unis           |                                           |
| Victoire | 12-1   | - Jared Papazian       | Décision majoritaire                   | UFC on FX: Guillard vs. Miller          | 20 janvier 2012   | 3     | 5:00  | Nashville, Tennessee, États-Unis        |                                           |
| Victoire | 11-1   | Byron Bloodworth       | TKO (coup de genou au corps et poings) | UFC Live: Cruz vs. Johnson              | 1er octobre 2011  | 2     | 4:52  | Washington D.C., États-Unis             |                                           |
| Victoire | 10-1   | Chase Beebe            | Décision partagée                      | UWC 7: Redemption                       | 3 octobre 2009    | 5     | 5:00  | Fairfax, Virginie, États-Unis           | Défend le titre des poids coqs de l'UWC   |
| Victoire | 9-1    | Josh Ferguson          | Soumission (guillotine choke)          | UWC 6: Capital Punishment               | 25 avril 2009     | 1     | 4:06  | Fairfax, Virginie, États-Unis           | Défend le titre des poids coqs de l'UWC   |
| Victoire | 8-1    | Justin Robbins         | Soumission (guillotine choke)          | UWC 5: Man 'O' War                      | 21 février 2009   | 3     | 4:44  | Fairfax, Virginie, États-Unis           | Remporte le titre des poids coqs de l'UWC |
| Victoire | 7-1    | John Dodson            | Décision partagée                      | UWC 4: Confrontation                    | 11 octobre 2008   | 3     | 5:00  | Fairfax, Virginie, États-Unis           |                                           |
| Victoire | 6-1    | Gerald Lovato          | KO (poing)                             | UWC 3: Invasion                         | 26 avril 2008     | 1     | 2:48  | Fairfax, Virginie, États-Unis           |                                           |
| Défaite  | 5-1    | Reynaldo Walter Duarte | TKO (arrêt du coin)                    | Combat Sport Challenge                  | 29 septembre 2007 | 1     | 1:36  | Richmond, Virginie, États-Unis          |                                           |
| Victoire | 5-0    | Hudson Rocha           | KO (poing)                             | Fury FC 2: Final Combat                 | 30 novembre 2006  | 2     | 0:45  | São Paulo, Brésil                       |                                           |
| Victoire | 4-0    | Rick Desper            | Décision unanime                       | RF 12: Return to Boardwalk Hall         | 29 avril 2006     | 3     | 4:00  | Atlantic City, New Jersey, États-Unis   |                                           |
| Victoire | 3-0    | Jerome Isip            | TKO (poings)                           | Reality Fighting 6                      | 3 avril 2004      | 2     | 1:42  | Wildwood, New Jersey, États-Unis        |                                           |
| Victoire | 2-0    | Jason Taylor           | Décision unanime                       | Combat Sport Challenge                  | 31 janvier 2004   | 2     | 5:00  | Richmond, Virginie, États-Unis          |                                           |
| Victoire | 1-0    | Anibal Torres          | Décision unanime                       | Reality Fighting 3                      | 8 février 2003    | 3     | 5:00  | Bayonne, New Jersey, États-Unis         |                                           |